# Kai Holger Schiøth
Kai Holger Schiøth (født 12. marts 1921 i København, død 9. august 1944 i Rorup nær Osted) var en dansk møbelhandler og under Besættelsen modstandsmand.
Kai blev efter sin tid som Kornet på Næstved kaserne medlem af modstandsgruppen Holger Danske gruppe 4 og var med til en række sabotageaktioner. I maj 1944 blev Kai stukket til tyskerne, hvorefter flere af gruppens medlemmer blev arresteret.
Kai blev om natten den 9. august 1944 henrettet ved skydning af Gestapo sammen med 10 andre fanger fra Shellhuset i København – seks mænd fra modstandsgruppen BOPA og fem fra gruppen Holger Danske. De var angiveligt på vej til Frøslevlejren på en lastbil, der standsede ved Rorup nær Osted mellem Roskilde og Ringsted. Iført håndjern blev alle 11 bedt om at træde af på "naturens vegne", hvorefter de blev skudt af Gestapo, angiveligt under et flugtforsøg. Nedskydningen er kendt som "Massakren ved Osted". Efter massakren blev ligene læsset på vognen igen, og kørt tilbage til Shellhuset, hvor de lå i kælderen inden de blev begravet i Ryvangen.
Kai´s jordiske rester blev efter befrielsen opgravet fra Ryvangen og ført til Retsmedicinsk Institut. Han blev genbegravet den 29. august 1945 i Mindelunden i Ryvangen.
Efter krigen er der opsat en mindetavle på Bispebjerg Skole i København for ham og en anden modstandsmand, Bendt Werge Christensen..